# フィンランド関係記事の一覧
フィンランド関係記事の一覧（フィンランドかんけいきじのいちらん）は、フィンランドに関係する記事の一覧。

## あ行
- アイアタル（精霊）
- アイカコネ（SF雑誌）
- アメアスポーツコーポレーション（企業）
- イエヴァン・ポルッカ（音楽）
- イルヴェス・ホテル
- ヴァンター
- ヴァンター川
- ウイスコ型上陸用舟艇
- ウーシマー旅団
- エスポー (フィンランド)
- エドゥスクンタ（議会）
- 欧州連合
- 奥様運び（スポーツ）
- オストロボスニア室内管弦楽団
- オーボ・アカデミー大学
- オーランド諸島
- オーランド諸島の旗

## か行
- カウスティネン民俗音楽祭
- カウハネヴァ＝ポハヤンカンガス国立公園
- 過去のない男（映画）
- カレリア（地方）
- カレワラ（民族叙事詩）
- カンテレ（楽器）
- 北ヨーロッパ
- キハウス民俗音楽祭
- 継続戦争
- 携帯電話投げ（スポーツ）
- コネ (会社)

## さ行
- サイマー湖
- サウナ
- サタ=ハメ・ソイ・アコーディオン・フェスティヴァル
- サッキヤルヴェン・ポルッカ（民謡）
- サヴォンリンナ（都市）
- サヴォンリンナ・オペラ・フェスティバル
- ザリガニ・パーティー（食文化）
- サンタクロース村（アミューズメントパーク）
- サンマルラハデンマキ（世界遺産）
- ジェンカ（フォークダンス）
- 四月ジャズ祭
- シベリウス音楽院
- シュトルーヴェの測地弧（世界遺産）
- シリヤライン（企業）
- 白い花びら（映画）
- スウェーデン系フィンランド人の一覧
- スウェーデンによるアメリカ大陸の植民地化
- スウェーデン＝フィンランド
- スオミ KP/-26
- スオミ KP/-31
- スオミネイト（キャラクター）
- スオメンリンナの要塞（世界遺産）
- ストックマン（百貨店）
- スパインファーム・レコード（レーベル）
- スント（企業）

## た行
- 駐日フィンランド大使館
- テリア（携帯電話通信事業者）
- トゥルク（都市）
- トゥルク城
- トゥルク大学

## な行
- ヌーンティイー・ラティーニー（ラジオニュース）
- ノキア（電気通信機器メーカー）

## は行
- ヴァイサラ（企業）
- ハット戦争 ⇒ ロシア・スウェーデン戦争 (1741年-1743年)
- パニヒダ (シドロフ)（音楽作品）
- バブルチェア（椅子）
- バルチラ（企業）
- バルト海
- バルメット（企業）
- ピエ・カンツィオーネス（聖歌集）
- ピョレミルスキ（第二次世界大戦中の戦闘機）
- フィニッシュ・スピッツ（犬種）
- フィンコム航空
- フィンヴォックス・スタジオ（音楽スタジオ）
- フィンランディア（交響詩）
- フィンランディア杯（フィギュアスケートの国際大会）
- フィンランド
- フィンランド王国
- フィンランド化
- フィンランド海軍艦艇一覧
- フィンランド技術賞財団
- フィンランド銀行
- フィンランド健康福祉センター
- フィンランド健康福祉センタープロジェクト
- フィンランド語
- フィンランド語アルファベット
- フィンランド航空
- フィンランド国営放送
- フィンランド国防軍
- フィンランド国防大学
- フィンランド語版ウィキペディア
- フィンランド社会主義労働者共和国
- フィンランド人
- フィンランド人の一覧
- フィンランド神話
- フィンランド正教会
- フィンランド赤十字社
- フィンランド戦争 ⇒ 第二次ロシア・スウェーデン戦争
- フィンランド大公国
- フィンランド地質学会
- フィンランド鉄道庁
- フィンランド独立宣言
- フィンランドとNATOの関係（英語版）
- フィンランド内戦
- フィンランドの映画
- フィンランドのカレリア地峡再占領
- フィンランドの国章
- フィンランドの国旗
- フィンランドの銃規制
- フィンランドの世界遺産
- フィンランドの大統領
- フィンランドの地方行政区画
- フィンランドのユーロ硬貨
- フィンランドのユーロビジョン・ソング・コンテスト
- フィンランドのラジオ局の一覧
- フィンランドの歴史
- フィンランドフィギュアスケート選手権
- フィンランド・フェスティヴァルズ（組織）
- フィンランド文学
- フィンランド放送交響楽団
- フィンランド・マルッカ（旧通貨）
- フィンランド民主共和国
- フィンランド湾
- フェイシズ・エトノフェスティヴァル（音楽祭）
- フェノスカンジア
- 冬戦争
- フライング・フィン（スポーツ選手の愛称）
- ブルーワン（航空会社）
- ヘイフラワーとキルトシュー（映画）
- ヘーガ・クステンとクヴァルケン群島（世界遺産）
- ペタヤヴェシの古い教会（世界遺産）
- ヘルシンキ
- ヘルシンキオリンピック
- ヘルシンキ・オリンピックスタジアム
- ヘルシンキ級ミサイル艇
- ヘルシンキ近郊列車
- ヘルシンキ現代美術館
- ヘルシンキ国際博覧会
- ヘルシンキ市交通局
- ヘルシンキ宣言（人体実験に関する）
- ヘルシンキ宣言 (全欧安全保障協力会議)
- ヘルシンキ大学
- ヘルシンキ大聖堂
- ヘルシンキ地下鉄
- ヘルシンキ中央駅
- ヘルシンキ・トラム（路面電車）
- ヘルシンキ・ヴァンター国際空港
- ヘルシンキ芸術デザイン大学
- ヘルシンキ・フィルハーモニー管弦楽団
- ヘルシンキ・フェスティヴァル（音楽祭）
- ヘルシンキ・マルミ空港
- ベンクトゥシャール灯台
- ヴェルラ砕木・板紙工場（世界遺産）
- 北欧諸国
- ポサンッカ（像）

## ま行
- 牧場の少女カトリ
- 街のあかり（映画）
- マリメッコ（アパレル企業）
- マンネルハイム十字章
- ミルスキ（第二次世界大戦中の戦闘機）
- ムーミン（小説・漫画作品）
- ムーミンワールド（テーマパーク）
- モッティ戦術

## や行
- ユルモ型上陸用舟艇

## ら行
- ラウマ旧市街（世界遺産）
- ラウマ級ミサイル艇
- ラップランド
- ラップランド戦争
- ラッペンランタ大学
- ラハティ/サロランタM1926軽機関銃
- ラハティ（都市）
- ラハティ L-39 対戦車銃
- ラハティL-35（軍用自動拳銃）
- ラハティ交響楽団
- ラヴィ・ド・ボエーム（映画）
- ルミリンナ（観光地）
- レニングラード・カウボーイズ・ゴー・アメリカ（映画）
- ロシア・スウェーデン戦争（18世紀と19世紀にロシア帝国とスウェーデン王国との間で行われた戦争）
  - ロシア・スウェーデン戦争 (1741年-1743年)（ハット党戦争、ハット戦争とも）
  - 第一次ロシア・スウェーデン戦争（1788年から1790年まで）
  - 第二次ロシア・スウェーデン戦争 （1808年から1809年まで）
- ロヴィーサ原子力発電所

## わ行
- ワールドゲームズ1997
- 我等の地（国歌）

## 羅数字
- .ax（オーランド諸島の国別コードトップレベルドメイン）
- .fi（フィンランドの国別コードトップレベルドメイン）
- AMOS（迫撃砲システム）
- G型上陸用舟艇
- HIFK Fotboll
- ISO 3166-2:FI（行政区分コード）
- L-70 (航空機)
- MTV3（テレビ局）
- OMX（証券取引所）
- UPM (企業)
- Valtion elokuvatarkastamo（映像審査機構）
- VRSm3電車
- VRグループ（鉄道会社）